# Low Profile

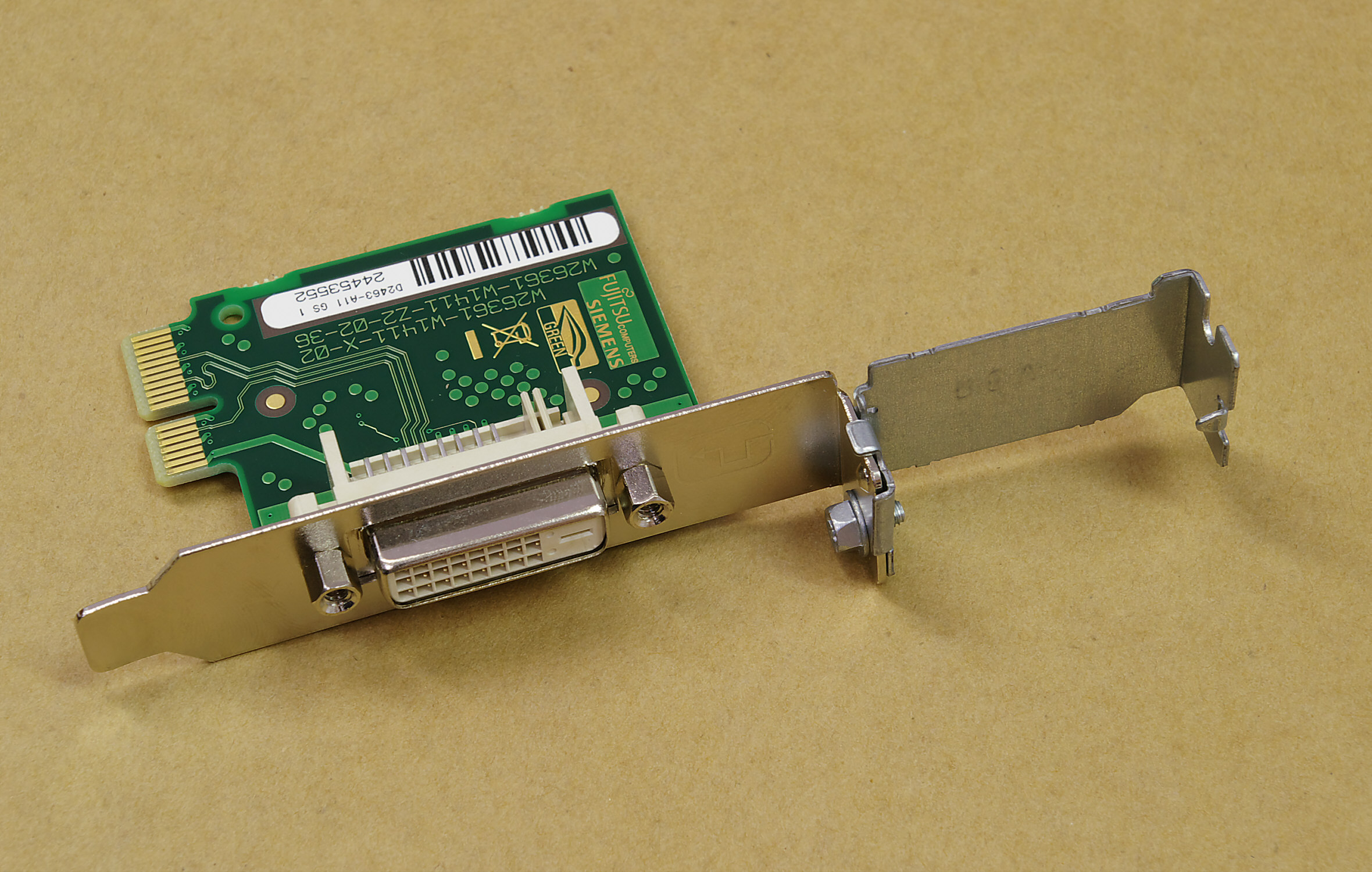
Low-Profile-Karte mit Verlängerung für normale Bauhöhe

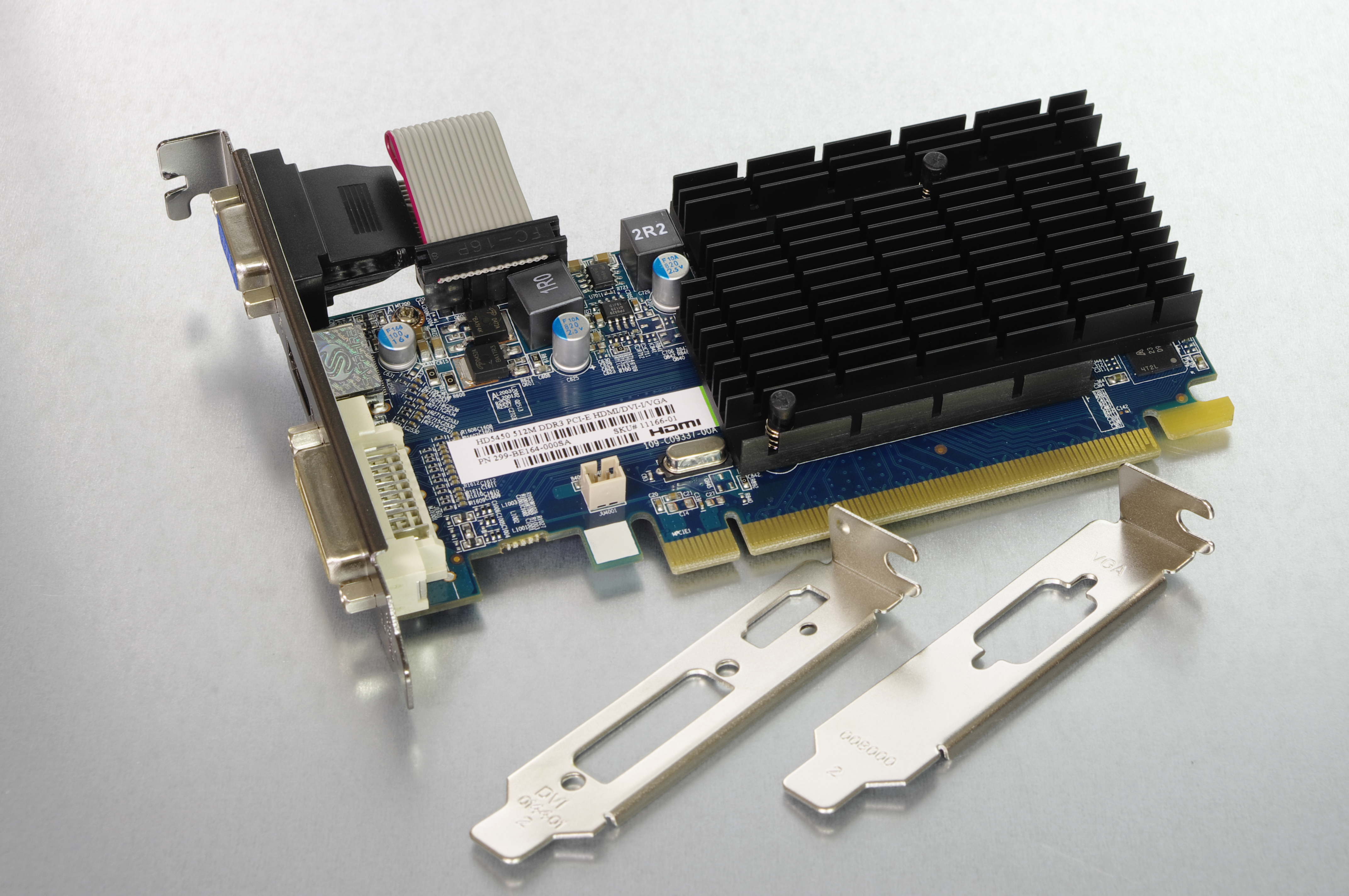
Grafikkarte voller Höhe mit alternativen Low-Profile-Blech

Als “Low Profile PCI Card” wird in der Computertechnik ein Formfaktor für AGP-, PCI- bzw. PCIe-Steckkarten bezeichnet, der in bestimmten Gehäusen mit begrenztem Platz Anwendung findet.
In der 19″-Technik gibt es z. B. 2-HE-Gehäuse in Low-Profile-Ausfertigung, bei der die Erweiterungskarten vertikal verbaut werden und daher nur eine geringere Bauhöhe aufweisen dürfen. Auch in einigen Mini-PC-Gehäusen können nur Low-Profile-Steckkarten verbaut werden.
Je nach Hersteller und Modell gibt es von Controller-, Grafik- oder anderen Erweiterungskarten spezielle Low-Profile-Bleche, die an Stelle der normalen Slot-Bleche an die Karten geschraubt werden können. Bei einigen Modellen gibt es auch spezielle Low-Profile-Versionen der Karten mit angepasstem Platinenlayout. Oft geht die reduzierte Bauhöhe einher mit einer flacheren Bauform der Bauteile wie Kondensatoren auf der Platine.

Beispiele für Low-Profile-Karten
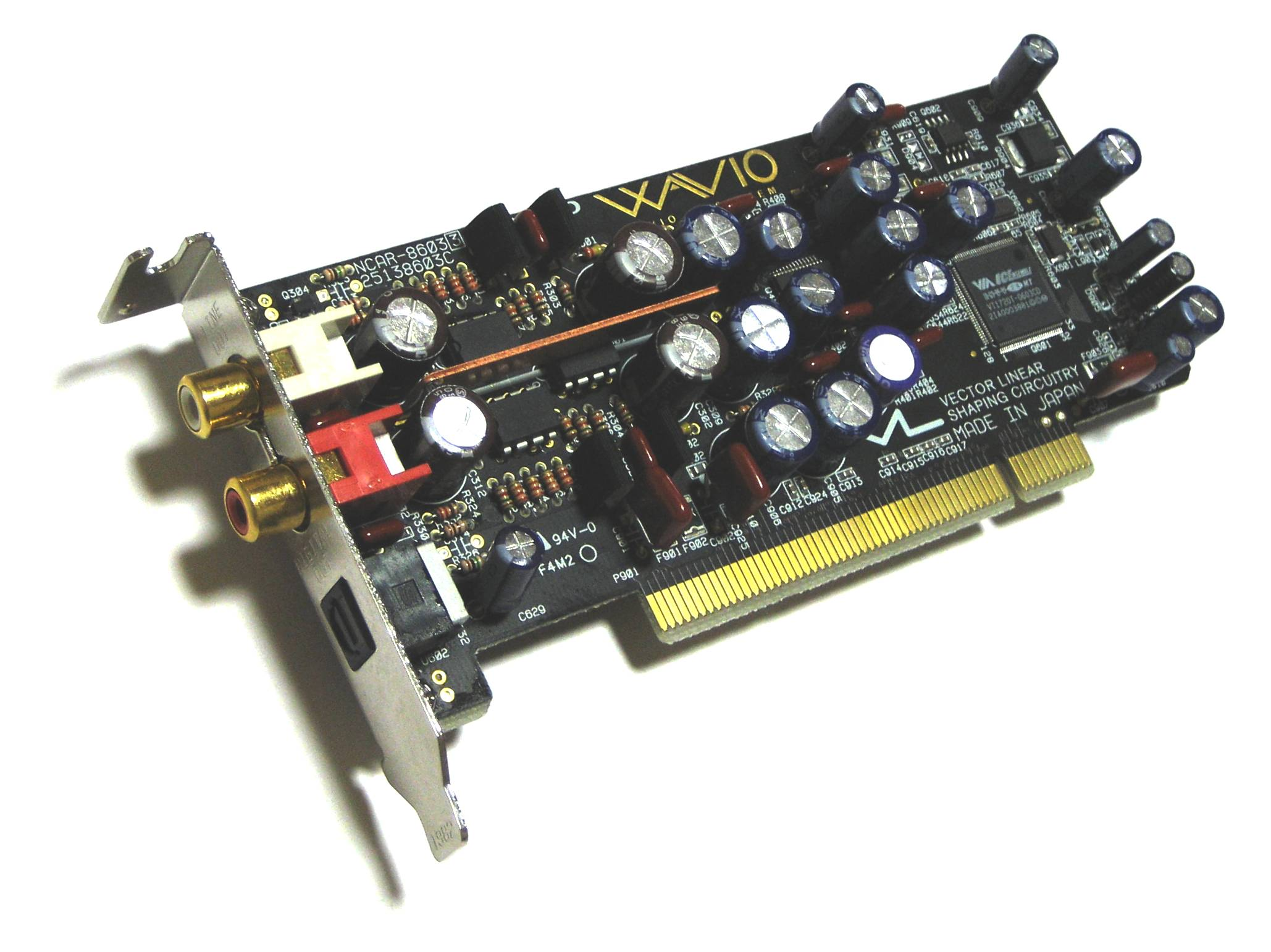
PCI-Soundkarte von Onkyo
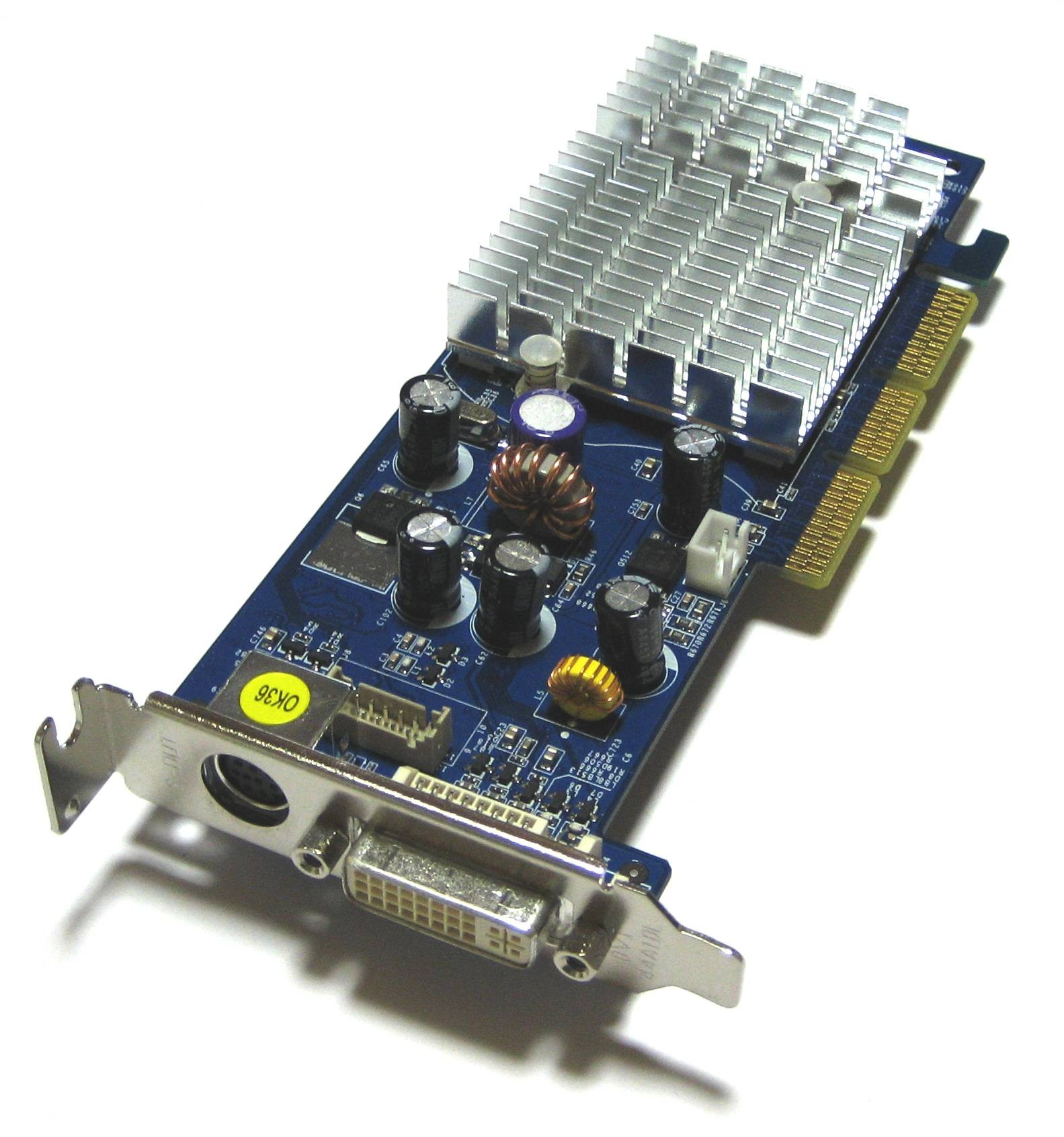
AGP-Grafikkarte
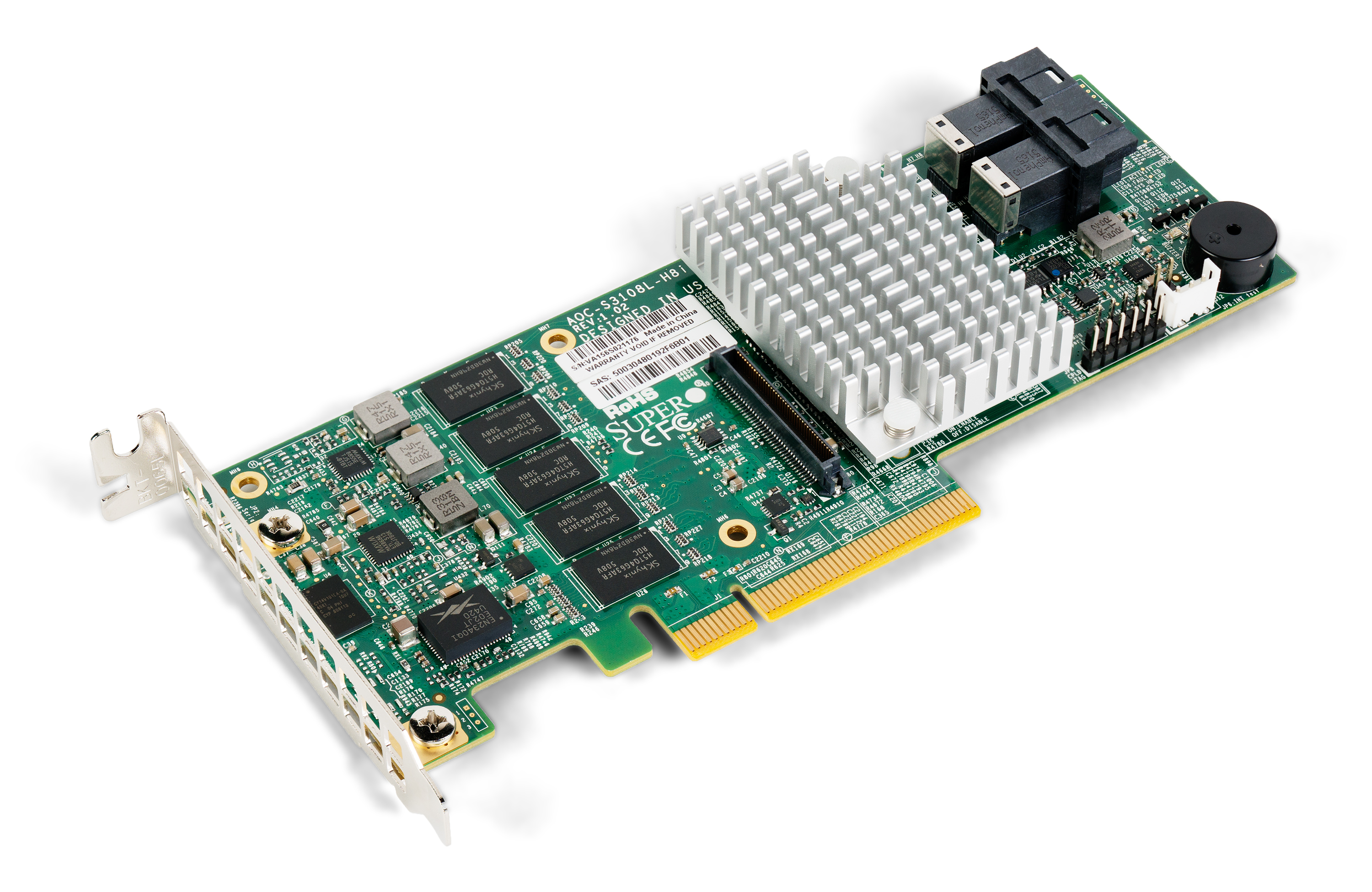
PCIe -SAS-Adapter
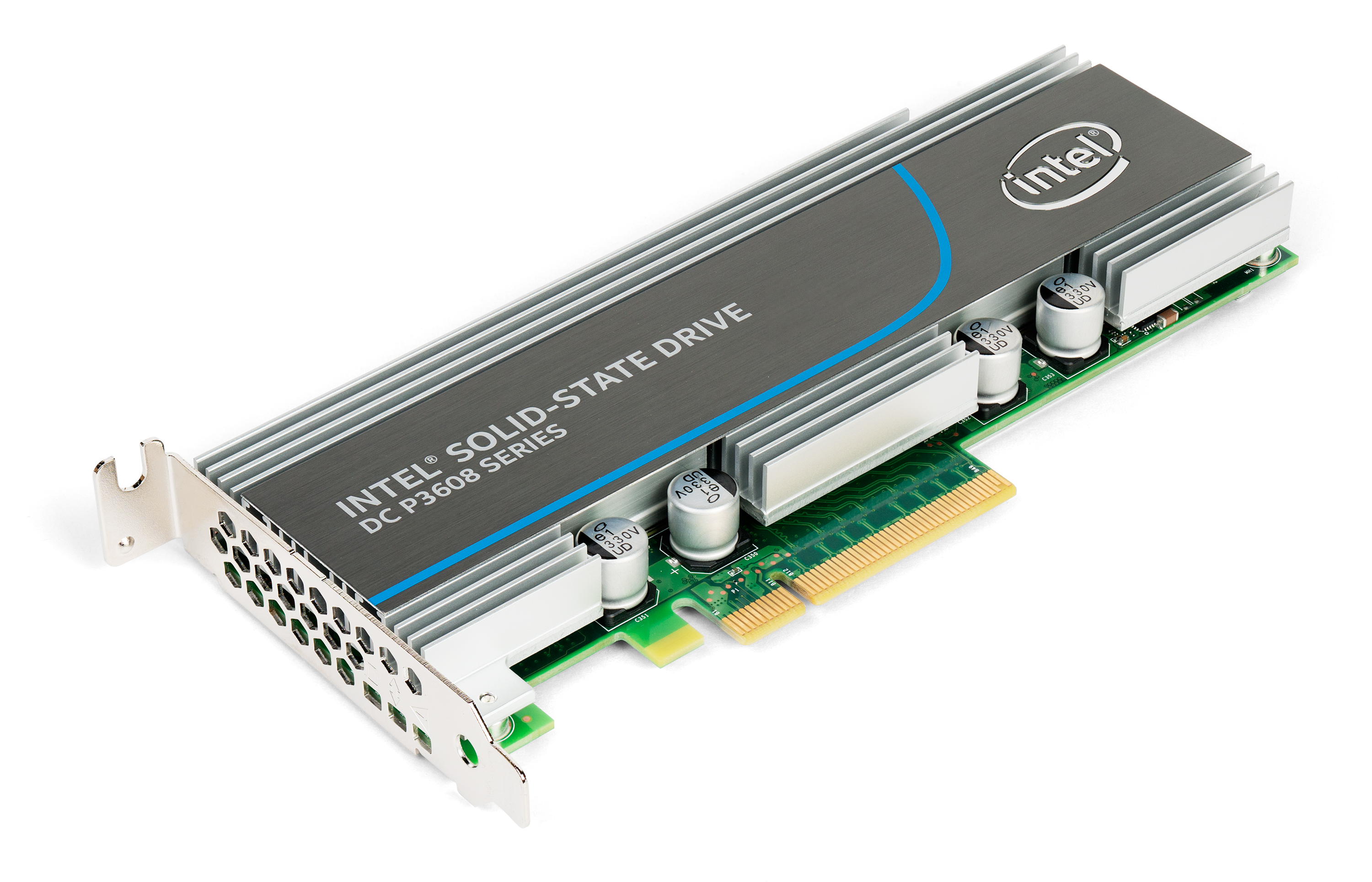
PCIe ×4 NVMe-SSD von Intel
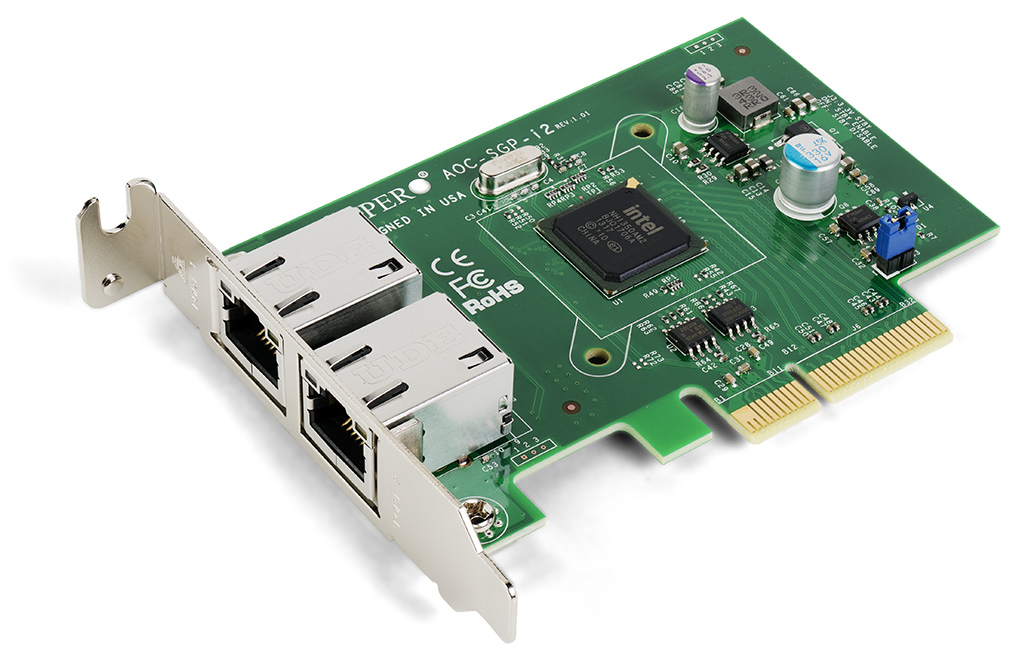
PCIe ×4 Gigabit Ethernet
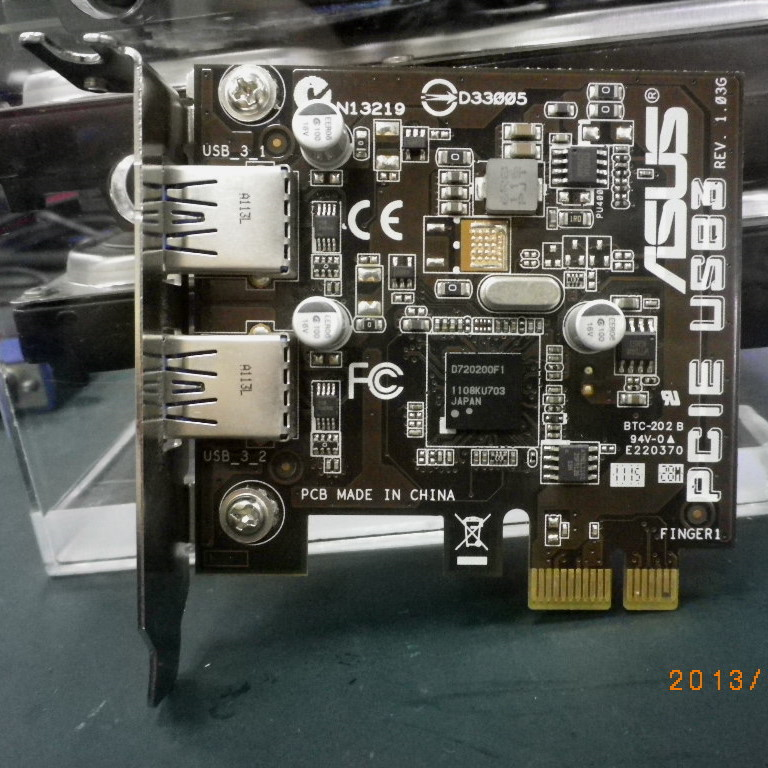
PCIe ×1 USB 3.0-Adapter von ASUS

Der Begriff Low Profile wird auch in einem Kontext gebraucht, der nichts mit PCI-Karten zu tun hat. So wird er ebenso für die Bauhöhe von Festplatten verwendet, um zum Ausdruck zu bringen, dass die Modelle für flache Gehäuse geeignet sind. Bei den verbreiteten 3,5″-Festplatten handelt es sich in aller Regel um Low-Profile-Festplatten mit 1″ Bauhöhe. Die volle Bauhöhe von 1,63″ wird bei aktuellen Geräten nur selten verwendet.
Ein weiteres Beispiel sind Arbeitsspeichermodule, deren Varianten mit geringer Bauhöhe den Luftstrom in 1HE Servern begünstigt.